# Lanches-Saint-Hilaire
Lanches-Saint-Hilaire – miejscowość i gmina we Francji, w regionie Hauts-de-France, w departamencie Somma.
Według danych na rok 1990 gminę zamieszkiwały 93 osoby, a gęstość zaludnienia wynosiła 17 osób/km² (wśród 2293 gmin Pikardii Lanches-Saint-Hilaire plasuje się na 904. miejscu pod względem liczby ludności, natomiast pod względem powierzchni na miejscu 830.).